# Escudo de Zacatelco
El escudo de Zacatelco es uno de los símbolos que representan a la ciudad tlaxcalteca de Zacatelco. En el escudo se muestra gráficamente la simbolización del lugar. El escudo tiene uso exclusivo de los órganos del ayuntamiento municipal, oficialmente se utiliza en oficinas y documentos oficiales, así como en los bienes que integran el patrimonio municipal.
En el municipio de Zacatelco, los símbolos como la Bandera Nacional de México, la Bandera de Tlaxcala, el Himno Nacional de México, el Himno a Tlaxcala, el Escudo Nacional y el escudo municipal son de carácter obligatorio.

## Historia
El 11 de julio de 2018 se ratificó de manera oficial el escudo y la heráldica del escudo del municipio de Zacatelco de acuerdo al Periódico Oficial n.º 28 del estado de Tlaxcala.

## Características
El cuerpo del escudo de Zacatelco es de contorno regular, siendo éste un rectángulo que se encuentra dividido en tres cuarteles. La primera franja es de color rojo, la franja secundaria de color blanca, mientras que la última es de color durazno. En el fondo se encuentra un glifo que simboliza la palabra Zacatelco, la cual consiste en un montículo con tres ramas de zacate.